# Förstakammarvalet i Sverige 1937
Förstakammarvalet i Sverige 1937 var ett val i Sverige till Sveriges riksdags första kammare. Valet hölls i den första valkretsgruppen i september månad 1937 för mandatperioden 1938-1945.
Valet hölls i två valkretsar, utgörande den första valkretsgruppen: Stockholms stads valkrets och Älvsborgs läns valkrets. Ledamöterna utsågs av valmän från de landsting som valkretsarna motsvarade. För de städer som inte ingick i landsting var valmännen stadsfullmäktige. 
Ordinarie val till den första valkretsgruppen hade senast ägt rum 1929.

## Valresultat
| Parti                | Parti                                    | Partiledare             | Röster | Röster | Mandatfördelning | Mandatfördelning |
| Parti                | Parti                                    | Partiledare             | Antal  | +−     | Antal            | +−               |
| -------------------- | ---------------------------------------- | ----------------------- | ------ | ------ | ---------------- | ---------------- |
|                      | Socialdemokraterna                       | Per Albin Hansson       | 72     | -28    | 9                | ▲1               |
|                      | Allmänna valmansförbundet                | Gösta Bagge             | 55     | +23    | 6                | ▼2               |
|                      | Folkpartiet                              | Gustaf Andersson        | 22     | +13    | 3                | ▲1               |
|                      | Bondeförbundet                           | Axel Pehrsson-Bramstorp | 16     | -13    | 2                | ▲1               |
|                      | Sveriges kommunistiska parti (Kilbomare) | Nils Flyg               | 3      | +-0    | 0                | ▼1               |
|                      | Sveriges kommunistiska parti (Silénare)  | Sven Linderot           | 1      | +-0    | 0                | ▬                |
| Antal giltiga röster | Antal giltiga röster                     | Antal giltiga röster    | 169    | -5     | 20               |                  |

### Invalda riksdagsledamöter
Stockholms stads valkrets:
- Knut Ewerlöf, h
- Harald Nordenson, h
- Gösta Siljeström, h
- Karl Wistrand, h
- Ivar Öman, h
- Natanael Gärde, fp
- Bertil Ohlin, fp
- Georg Branting, s
- Olof Carlsson, s
- Oskar Hagman, s
- Karl Karlsson, s
- Axel Strand, s
- Fredrik Ström, s

Älvsborgs läns valkrets:
- Georg Andrén, h
- Carl Bengtsson, h
- Johan Friggeråker, bf
- Carl Jacobson, bf
- John Björck, fp
- Edvard Björnsson, s
- Karl Johan Olsson, s
- Karl Sandegård, s